# Theta (Bindlach)

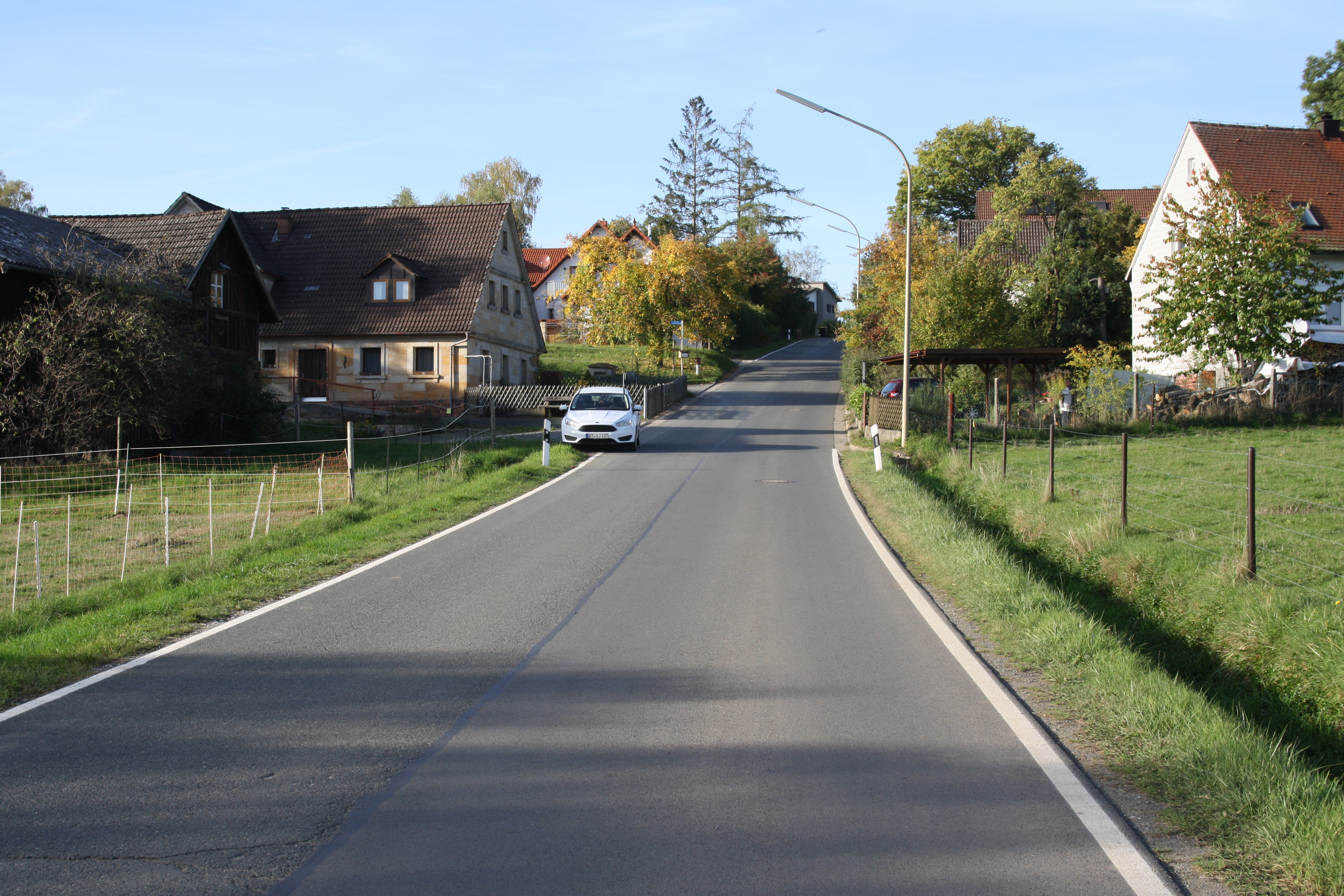
Nördlicher Ortsteil von Theta

Theta ist ein Gemeindeteil in der Gemeinde Bindlach im Landkreis Bayreuth (Oberfranken, Bayern). Theta liegt in der Gemarkung Euben.

## Geografie
Das Dorf liegt am Hang des Steinbühls im Verlauf des Höhenzugs Hohe Warte. In Theta entspringt der Seebach, ein rechter Zufluss des Roten Mains, der Theta in einen südlichen und einen nördlichen Teil trennt. Im Westen grenzt ein Waldgebiet an, das bis zum Roten Main reicht, der dort auf einer Höhe von 320 m ü. NHN fließt. Durch Theta verläuft die Kreisstraße BT 14 nach Cottenbach (2,4 km südlich) bzw. nach Haselhof (1,3 km nordöstlich). Gemeindeverbindungsstraßen führen nach Obergräfenthal (1,5 km nördlich) und nach Euben (2 km südöstlich).

## Geschichte

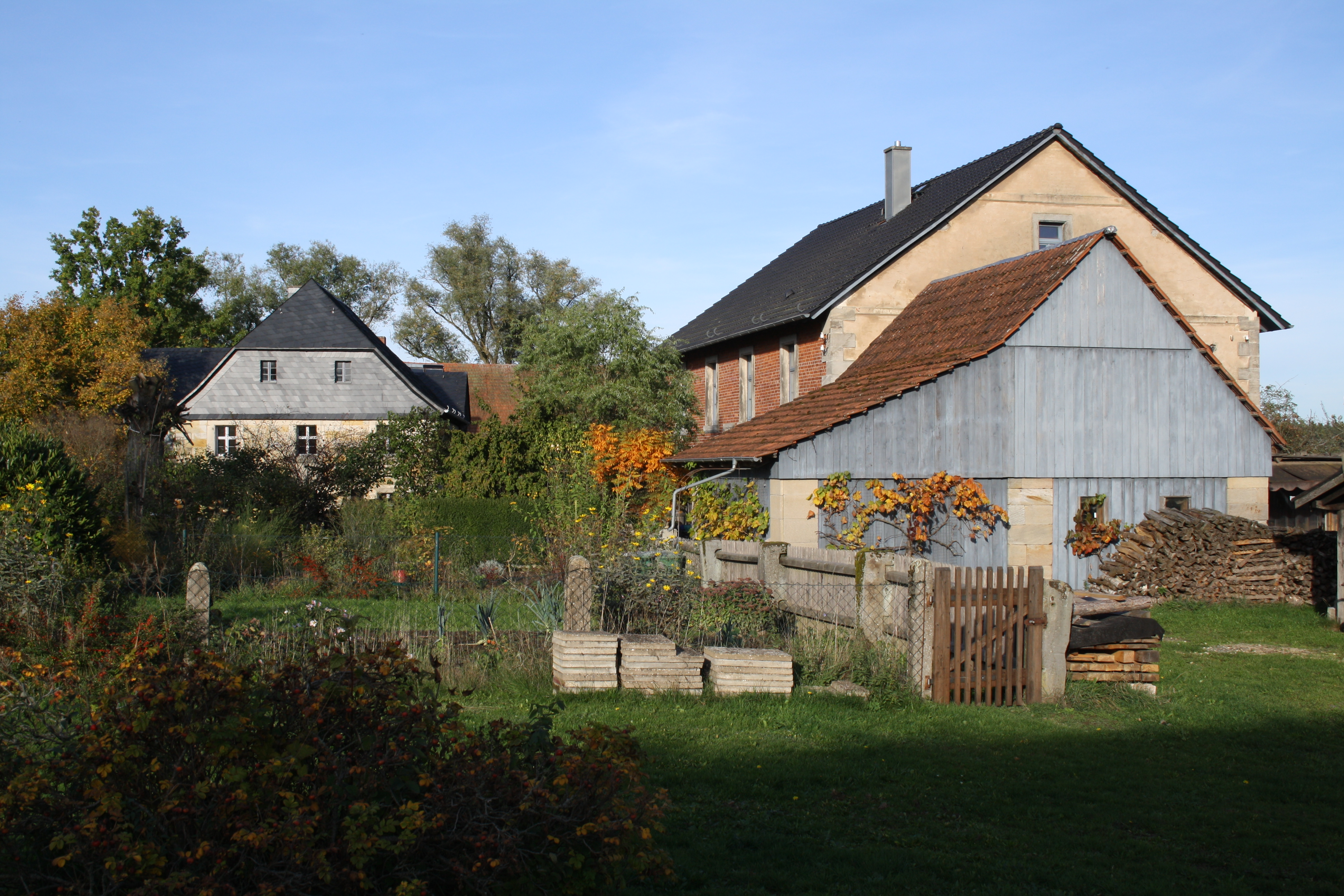
Der Forkenhof in Theta (links das denkmalgeschützte Haus Nr. 28)

Gegen Ende des 18. Jahrhunderts bestand Theta aus 8 Anwesen. Die Hochgerichtsbarkeit stand dem bayreuthischen Stadtvogteiamt Bayreuth zu. Das Hofkastenamt Bayreuth hatte die Dorf- und Gemeindeherrschaft. Grundherren waren das Hofkastenamt Bayreuth (1 Forsthaus, 1 Hof, 5 Halbhöfe) und die Verwaltung Ramsenthal (1 Gütlein).
Von 1797 bis 1810 unterstand der Ort dem Justiz- und Kammeramt Bayreuth. Mit dem Gemeindeedikt wurde Theta dem 1812 gebildeten Steuerdistrikt Ramsenthal zugewiesen. Zugleich entstand die Ruralgemeinde Theta, zu der der Forkenhof und das Forsthaus gehörten. Sie war in Verwaltung und Gerichtsbarkeit dem Landgericht Bayreuth zugeordnet und in der Finanzverwaltung dem Rentamt Bayreuth. Mit dem Gemeindeedikt von 1818 erfolgte die Eingemeindung nach Euben. Am 1. Januar 1978 wurde Theta im Zuge der Gebietsreform in Bayern nach Bindlach eingegliedert.

### Baudenkmäler
- Haus Nr. 28: Forkenhof[8]
- Haus Nr. 67: Ehemaliges Forsthaus[8]

### Einwohnerentwicklung
| Jahr      | 1819   | 1822  | 1861   | 1871   | 1885   | 1900   | 1925   | 1950   | 1961   | 1970   | 1987  |
| Einwohner | 35     | 49    | 119    | 84     | 100    | 109    | 105    | 131    | 77     | 91     | 89    |
| Häuser    |        | 8     |        |        | 15     | 18     | 18     | 19     | 18     |        | 27    |
| Quelle    | [ 10 ] | [ 6 ] | [ 11 ] | [ 12 ] | [ 13 ] | [ 14 ] | [ 15 ] | [ 16 ] | [ 17 ] | [ 18 ] | [ 1 ] |

## Religion
Theta ist seit der Reformation evangelisch-lutherisch geprägt und nach St. Bartholomäus (Bindlach) gepfarrt.